# Marcus Fleming
John Marcus Fleming (1911 - 3 février 1976) était le directeur adjoint du département de recherches du Fonds monétaire international durant plusieurs années.
De 1960 à 1962, lui et Robert Mundell publièrent des articles indépendants sur les effets à court terme de la politique monétaire et fiscale en économie ouverte. Ceci explique pourquoi les manuels d'aujourd'hui se rapportent au modèle Mundell-Fleming. En termes de profondeur et de puissance analytique, la contribution de Mundell demeure cependant prédominante.